# 준풍
준풍(峻豊)은 고려의 제4대 임금 광종이 두 번째로 쓴 독자 연호로 960년에서 963년까지 쓰였다.

## 서기와의 대조표
| 준풍 | 원년       | 2년        | 3년        | 4년        |
| 서기 | 960년      | 961년      | 962년      | 963년      |
| 간지 | 경신(庚申) | 신유(辛酉) | 임술(壬戌) | 계해(癸亥) |

## 같이 보기
- 천수
- 광덕